# Dipartimento di Rivera
Il dipartimento di Rivera è uno dei 19 dipartimenti dell'Uruguay.

## Centri principali
| Città             | Popolazione  |
| ----------------- | ------------ |
| La Pedrera        | 2.432 (1996) |
| Mandubí           | 3.607 (1996) |
| Minas de Corrales | 2.934        |
| Rivera            | 63.365       |
| Santa Teresa      | 1.793 (1996) |
| Tranqueras        | 5.842        |
| Vichadero         | 3.343 (1996) |

## Altri centri
- Segarra